# Oren Burks
Oren Spencer Burks (21 marzo 1995) è un giocatore di football americano statunitense che milita nel ruolo di outside linebacker per i San Francisco 49ers della National Football League (NFL).

## Carriera

### Green Bay Packers
Burks fu scelto dai Green Bay Packers nel corso del terzo giro (88º assoluto) del Draft NFL 2018. Iniziò il training camp come linebacker di riserva, competendo con Antonio Morrison per essere l'inside linebacker titolare dopo che Jake Ryan si ruppe il legamento crociato anteriore. Nel riscaldamento della terza gara di pre-stagione contro gli Oakland Raiders si infortunò a una spalla, perdendo le prime due gare della stagione regolare. Il capo-allenatore Mike McCarthy nominò Burks prima riserva di Antonio Morrison al suo ritorno dall'infortunio. Il 23 settembre 2018 debuttò nella stagione regolare, mettendo a segno 2 tackle nella sconfitta contro i Washington Redskins del terzo turno.

### San Francisco 49ers
Il 17 marzo 2022 Burks firmò un contratto biennale con i San Francisco 49ers. Nel 2022 disputò tutte le 17 partite di cui 3 come titolare, mettendo a segno 38 placcaggi, 0,5 sack e un passaggio deviato. Nel 2023 disputò 15 partite, di cui 3 come titolare, con 46 tackle, un sack, un intercetto e un passaggio deviato. Partì come titolare nel Super Bowl LVIII dove i 49ers furono sconfitti ai tempi supplementari dai Kansas City Chiefs.

### Philadelphia Eagles
Il 19 marzo 2024 Burks sfirmò un contratto di un anno con i Philadelphia Eagles.

## Palmarès
- Super Bowl : 1

Philadelphia Eagles: LIX
- National Football Conference Championship: 2

San Francisco 49ers: 2023
Philadelphia Eagles: 2024